# Saint Joseph, Missouri
Saint Joseph, Missouri là một thành phố thuộc quận Buchanan trong tiểu bang Missouri, Hoa Kỳ. Thành phố có diện tích km2, dân số theo điều tra năm 2000 của Cục điều tra dân số Hoa Kỳ là người.